# Ирати (Парана)
Ирати (порт. Irati) — муниципалитет в Бразилии, входит в штат Парана. Составная часть мезорегиона Юго-восток штата Парана. Входит в экономико-статистический микрорегион Ирати. Население составляет 54 855 человек на 2006 год. Занимает площадь 999,515 км². Плотность населения — 54,9 чел./км².

## История
Город основан 15 июля 1907 года. 

## Статистика
- Валовой внутренний продукт на 2003 год составляет 379 537 302,00 реалов (данные: Бразильский институт географии и статистики).
- Валовой внутренний продукт на душу населения на 2003 год составляет 7066,81 реалов (данные: Бразильский институт географии и статистики).
- Индекс развития человеческого потенциала на 2000 год составляет 0,743 (данные: Программа развития ООН).

## География
Климат местности: субтропический. В соответствии с классификацией Кёппена, климат относится к категории Cfb.